# Trachyloma pycnoblastum
Trachyloma pycnoblastum är en bladmossart som beskrevs av C. Müller 1898. Trachyloma pycnoblastum ingår i släktet Trachyloma och familjen Pterobryaceae. Inga underarter finns listade i Catalogue of Life.